# Simone Bauer (Fechterin)
Simone Bauer (* 12. November 1973 in Wertheim) ist eine ehemalige deutsche Florettfechterin und zweimalige deutsche Einzelmeisterin.

## Leben
Mit dem Fechtsport begann Simone Bauer mit sechs Jahren beim Fecht-Club Tauberbischofsheim. Bereits als 15-Jährige schaffte sie den Sprung unter die zehn Besten der Weltrangliste. Bei der Weltmeisterschaft 1993 in Essen war Simone Bauer jüngstes Mitglied der deutschen Damenflorett-Mannschaft, mit der sie den Titel gewann. Ebenfalls bei der WM in Essen erreichte sie mit dem Gewinn von Bronze ihren größten Einzelerfolg.
1994 machte Bauer ihr Abitur am Wirtschaftsgymnasium  der Kaufmännischen Schule Tauberbischofsheim.
2004 nahm Simone Bauer als einzige deutsche Starterin im Florett an den Olympischen Spielen in Athen teil. Dort schied sie gegen die spätere Bronzegewinnerin Sylwia Gruchała aus und belegte den vierzehnten Platz. Mehr als 15 Jahre gehörte Bauer der nationalen, viele Jahre auch der internationalen Spitze an. 2005 beendete sie ihre Karriere nach zahlreiche Verletzungen im Alter von 31 Jahren.
Bauer ist mit ihrer ehemaligen Fechtkollegin Anja Fichtel verwandt: Als Cousine von Fichtels Mutter ist Simone Bauer Tante zweiten Grades der deutschen Paradefechterin.

## Erfolge
Simone Bauer konnte bei internationalen Turnieren die folgenden Medaillen gewinnen:
- Weltmeisterschaften 1993 in Essen:  Mannschaft  Einzel
- Weltmeisterschaften 1999 in Seoul:  Mannschaft
- Junioren-Weltmeisterschaften 1991 in Istanbul:   Einzel
- Kadetten-Weltmeisterschaften 1989 in Lissabon:  Einzel
- Kadetten-Weltmeisterschaften 1990 in Göteborg:  Einzel

Außerdem gewann sie die deutschen Florettmeisterschaften 1999 und 2003.